# Roberto Madrigal Gallegos
Roberto Madrigal Gallegos (ur. 8 grudnia 1967 w Ejido Iquinuapa) – meksykański duchowny katolicki, biskup diecezjalny Tuxpan od 2021.

## Życiorys

### Prezbiterat
Święcenia kapłańskie otrzymał 30 listopada 1997 i został inkardynowany do diecezji Tabasco. Był m.in. wychowawcą i profesorem w diecezjalnym seminarium, kierownikiem diecezjalnej Caritas, asystentem przy kaplicach wieczystej adoracji Najświętszego Sakramentu oraz wikariuszem biskupim.

### Episkopat
27 lutego 2021 papież Franciszek mianował go biskupem diecezjalnym Tuxpan. Sakry udzielił mu 19 maja 2021 biskup Gerardo de Jesús Rojas López.